# NGC 478
NGC 478 је спирална галаксија у сазвежђу Кит која се налази на NGC листи објеката дубоког неба.
Деклинација објекта је - 22° 22' 41" а ректасцензија 1h 20m 8,9s. Привидна величина (магнитуда) објекта NGC 478 износи 13,7 а фотографска магнитуда 14,6. NGC 478 је још познат и под ознакама ESO 476-3, MCG -4-4-5, VV 398, AM 0117-223, IRAS 01177-2238, PGC 4803.